# Санти (род)
Санти (итал. Santi) — российский графский род.
Потомки графа Франца Санти, обер-церемониймейстера двора Екатерины I и Елизаветы Петровны.
Род внесён в IV-ю часть родословной книги Московской губернии.

## Происхождение и история рода
Граф Санти, в обоснование использования титула, ссылался на «свидетельство от герцога савойского Карла Эммануила», согласно которому поколение своё ведёт из города Алессандрии, где род Санти, по привилегии герцога миланского, объявлен не только благородным, но и причислен к герцогскому дому герцогства Миланского (1417). По грамоте от курляндской герцогини Шарлотты Софии, обер-гофмаршал и тайный советник Франциск Санти пожалован имениями (1718), принял российское подданство при Петре I и писался графом.
Во время ссылки в Иркутск граф Санти женился на Прасковье Петровне Татариновой, дочери городского подьячего († 1775). В браке имел 2-х сыновей и 4-х дочерей.
Графское достоинство окончательно утверждено за графами Санти императором Павлом I Петровичем (22 октября 1800), при утверждении государём V части Общего Российского гербовника.
Из усадеб графов Санти известна мыза Ранзен (сегодня: деревня lv:Rencēnmuiža, Буртниекский край, Латвия). По состоянию на 2010 год, сохранился небольшой усадебный дом.

## Известные представители
- Граф Франц Матвеевич Санти (1683—1758)
  - Лев Францевич, был женат на Анне Александровне Нарбековой
    - Пётр Львович († 2 августа 1821), камергер, сенатор, душеприказчик княгини Е. Р. Дашковой, участник войны 1812 года[5]. В ряде источников существует путаница по поводу участия в войне между П. Л. Санти и его дядей А. Ф. Санти, к тому времени покойным.
    - Александр Львович (8 апреля 1770 — 17 октября 1838[6]), службу начал в Преображенском полку, генерал-лейтенант, киевский губернатор. Был женат на Иоанне Францевне Кшенкович-Позняк (ум. 1848). Их дети:
      - Лев (9 февраля 1830 — 1 ноября 1860[7])), штабс-ротмистр.
      - Анна († 24 марта 1870[8]), была замужем за прапорщиком Иваном Сергеевичем Бурнашевым.
      - Мария (29 октября 1824 — 27 декабря 1898[9]), за капитаном конной артиллерии Леонидом Петровичем Софиано.
      - Софья (1834—1896), за полковником Николаем Осиповичем Эберном (1809—1874).
      - Екатерина (1836—1886), за подпоручиком корпуса военных топографов Фёдором Александровичем Алексеевым.
      - Надежда (1837—1860), за капитаном 2-го ранга, впоследствии вице-адмиралом Иваном Григорьевичем Рудневым; похоронена в Николаеве.

    - Александра Львовна (1773— ?), замужем за молдавским князем А. И. Маврокордато (1754—1819)
    - Алексей Львович (1779—1837), полковник, был женат на Варваре Осиповне Эберт.

  - Александр Францевич (22 августа 1751 — 5 июня 1806[10]), секунд-майор, отличился при осаде Очакова, участвовал в осаде Килии, затем Измаила, был тяжело ранен картечью в правое бедро. С 1779 года был женат на дочери бригадира Елизавете Васильевне Лачиновой (1763—?). Единственный сын:
    - Василий Александрович (1788—1841)[11], действительный статский советник, служил в Коллегии иностранных дел, с 1819 года секретарь посольства в Копенгагене, с 1826 года камергер, советник посольства в Берлине, с 1828 года поверенный в делах в Веймаре и состоял в этой должности до своей смерти. От брака с Агнессой Карловной Розенбах детей не имел.

  - Екатерина Францевна (ум. 1796), была замужем за Н. А. Щербининым.
  - Елизавета Францевна (1739—1810), была замужем за бригадиром Михаилом Дмитриевичем Бутурлиным (1733—1794).
  - Анна Францевна, была замужем за полковником Николаем Васильевичем Толстым (ум.1774)
  - Мария Францевна, была замужем за бригадиром С. И. Тевяшовым.

## Портреты
В XVIII веке члены рода заказывали свои портреты известным художникам. В частности, по меньшей мере, два портрета членов семьи графов Санти были выполнена Ф. С. Рокотовым.
- Пьетро Ротари. Франц Матвеевич Санти. До революции портрет (или его копия) находился в собрании Голубицкого, Москва[12]. Ныне в Самарском областном художественном музее[13].
- Ф. С. Рокотов. Лев Францевич Санти. Государственный Русский музей, Санкт-Петербург.
- А. П. Антропов. Елизавета Францевна Бутурлина, урождённая Санти. Государственный исторический музей, Москва.
- Ф. С. Рокотов. Елизавета Санти, урождённая Лачинова, жена Александра Францевича. Государственный Русский музей, Санкт-Петербург.
- Ф. С. Рокотов. Александр Францевич Санти. Собрание А. Б. Савинова.